# Bäckbuksimmare
Bäckbuksimmare (Sigara hellensii) är en insektsart som först beskrevs av C. R. Sahlberg 1819.  Bäckbuksimmare ingår i släktet Sigara, och familjen buksimmare. Enligt den finländska rödlistan är arten nära hotad i Finland. Enligt den svenska rödlistan är arten sårbar i Sverige. Arten förekommer i Götaland och Svealand. Artens livsmiljö är bäckar.